# Apanteles cinyras
Apanteles cinyras är en stekelart som beskrevs av De Saeger 1944. Apanteles cinyras ingår i släktet Apanteles och familjen bracksteklar. Inga underarter finns listade i Catalogue of Life.